# Chemical Abstracts Service
Chemical Abstracts Service (CAS) – największa na świecie chemiczna naukowa baza danych, będąca własnością American Chemical Society (ACS). CAS to także nazwa instytucji zajmującej się tworzeniem tej bazy danych.
CAS powstała w 1907 r. w Columbus w stanie Ohio w USA, z inicjatywy kilkunastu członków ACS. Obecnie zatrudnia ona ok. 1000 pracowników oraz korzysta z usług kilkudziesięciu tysięcy współpracowników na całym świecie. Instytucja ta jest formalnie biorąc przedsiębiorstwem, które jest w 100% własnością ACS.

## Bazowe Chemical Abstracts
Historycznie pierwszym produktem CAS były papierowe Chemical Abstracts, które są zbiorem zindeksowanych, krótkich streszczeń (tzw. abstraktów) artykułów ze wszystkich dostępnych na świecie czasopism naukowych, książek naukowych, materiałów konferencyjnych i patentów, dotyczących chemii. Abstrakty są indeksowane według nazwisk, słów kluczowych oraz nazw systematycznych związków chemicznych.
W odróżnieniu od innych tego rodzaju serwisów (ISI, Scopus, Beilstein) Chemical Abstracts nie stosują selekcji źródeł, lecz starają się gromadzić wszelkie dostępne dane. Drukowana wersja Chemical Abstracts jest nadal wydawana. Ukazuje się w formie zeszytów, które są wydawane raz na tydzień. W co czwartym numerze znajduje się indeks miesięczny, zaś raz do roku wydawany jest indeks roczny. Pojedynczy rocznik Chemical Abstracts zawiera ok. 800 000 streszczeń z ok. 9500 czasopism naukowych i ok. 50 biur patentowych. Indeks roczny jest sam w sobie opasłym tomem liczącym obecnie ok. 1000 stron. Jeden rocznik Chemical Abstracts zajmuje obecnie ok. 1 metra bieżącego półki bibliotecznej. Chemical Abstracts w formie drukowanej były przez lata dostępne w niemal wszystkich szanujących się naukowych bibliotekach chemicznych, zajmując w nich całe jedno pomieszczenie. Na koniec 2004 r. liczba wszystkich zgromadzonych od 1907 r. streszczeń przekroczyła 24 miliony.
Obecnie większość bibliotek prenumeruje je w rozmaitych formach elektronicznych. Zaliczają się do nich: 
- Chemical Abstracts on CD - których wadą jest uciążliwa konieczność częstego zmieniania płyt  w celu odnalezienia poszukiwanych danych, gdyż na jeden rocznik Chemical Abstracts przypada 12 płyt + 1 płyta rocznego indeksu.
- Science and Technology Servers (STN) - które są usługą polegającą na montowaniu na serwerze klienta pełnej bazy danych CAS, dostępnej dla niego przez własną sieć lokalną i raz w tygodniu automatycznie aktualizowanej z płyt CD,
- STN on Web - które są serwerem STN dostępnym przez WWW - którego wadą jest jednak konieczność płacenia za każdy pobrany abstrakt.

## SciFinder
SciFinder - jest wygodnym interfejsem Chemical Abstracts - pełniącym funkcję literaturowej bazy danych umożliwiającej przeszukiwanie abstraktów po słowach kluczowych, nazwiskach autorów, nazwach związków chemicznych oraz po ich wzorach chemicznych, a po znalezieniu interesujących publikacji, umożliwia też pobieranie pełnych tekstów publikacji i patentów w formie plików PDF. Dostęp do abstraktów i narzędzi ich wyszukiwania jest płatny w formie rocznego abonamentu, zaś za ściągnięcie tekstów źródłowych płaci się osobno "od sztuki". Wadą bazy SciFinder jest brak rejestrowania cytowań. Nie ma np. możliwości uzyskania listy cytowań artykułów danego autora, tak jak to jest możliwe w konkurencyjnej bazie danych ISI czy Scopus. SciFinder jednak dzięki temu, że bazuje na Chemical Abstracts, jest znacznie bardziej obszerny.

## CAS Registry
CAS Registry to baza danych związków chemicznych, która jest tworzona na podstawie Chemical Abstracts. Jest to obecnie największa na świecie tego rodzaju baza danych. Liczba związków zarejestrowanych w CAS Registry odpowiada mniej więcej liczbie wszystkich związków chemicznych znanych ludzkości. Do CAS Registry dane są dodawane w sposób ciągły, 24 godziny na dobę. Obecnie baza przyrasta średnio o ok. 12 tys. związków dziennie. W maju 2011 roku CAS Registry było zarejestrowanych ponad 59 mln organicznych i nieorganicznych substancji i 62 mln sekwencji.
CAS Registry przyznaje numery identyfikacyjne i nazwy systematyczne związkom chemicznym, które mają dla nich takie samo znaczenie, jak numery ISBN dla książek. Nazwy związków nadawane zgodnie z systematyką CAS odbiegają od norm ustalonych przez zasady nomenklatury chemicznej IUPAC, za co CAS jest często krytykowany. Różnice w nazewnictwie polegają m.in. na niestosowaniu alfabetycznej kolejności podstawników w nazwach, lecz według ich ważności dla własności tych związków. Zdaniem osób zarządzających CAS Registry, zasady nomenklatury IUPAC zbyt często się zmieniają, podczas gdy zasady CAS są niezmienne. Raz nazwany przez CAS związek pozostaje pod tą nazwą na zawsze, zaś zasady nazewnictwa IUPAC zmieniają się średnio co 10 lat. 
CAS Registry zbiera tylko podstawowe informacje o związkach chemicznych oraz listy odnośników literaturowych, z których te dane zostały pobrane. Największą komercyjną konkurencją dla tej bazy danych jest Beilstein, który zawiera informacje o ok. 9 milionach związków - ale do Beilsteina są przyjmowane tylko związki, których istnienie jest dobrze udokumentowane, a dokumentacja zawiera wszystkie dostępne w literaturze naukowej informacje o nich. Inną, konkurencyjną bazą danych o podobnym charakterze jest PubChem, które zawiera informacje o ok. 20 milionach związków chemicznych (czerwiec 2009) i jest dostępna całkowicie bezpłatnie.